# Do the Clam
"Do the Clam" ("Haz la almeja") es una canción grabada por Elvis Presley en 1964 para la banda sonora de la película Girl Happy compuesto por Sid Wayne, Ben Weisman y Dee Fuller. La versión de Elvis del tema combina una base de rock and roll con matices de twist y música psicodélica, La canción ingresó en la lista Billboard Hot 100 alcanzando el puesto # 21 y permaneció allí durante 8 semanas.

## Grabación y ediciones
Elvis grabó la canción durante las sesiones de grabación del 12 al 15 de junio de 1964 en los estudios Radio Recorders de Hollywood, California. Para las mencionadas sesiones participaron varios de los músicos que acompañaban a Elvis con frecuencia por esos días como Scooty Moore, D. J. Fontana y Bob Moore. Para los coros Elvis incorporó al grupo The Jubilee Four con Bill Johnson, George McFadden, Jimmy Adams y Ted Brooks; y The Carol Lombard Trio con Carol Lombard, Gwen Johnson, Jackie Ward y B.J. Baker.
RCA editó la canción como disco sencillo con "You'll Be Gone" en su cara B, una canción escrita por el mismo Elvis en trabajo cooperativo con sus amigos Red West y Charlie Hodge, también perteneciente a la banda de sonido de la película Girl Happy.
"Ask Me" fue además editada en  otros cuatro álbumes compilados de canciones grabadas por Elvis Presley, entre ellos "Elvis Golden Records vol 4".

## Músicos de la sesión
- Elvis Presley - voz
- Scotty Moore - guitarra
- Hilmer J. "Tiny" Timbrell - guitarra
- Tommy Tedesco - guitarra
- Bob Moore - bajo
- Boots Randolph - saxofón
- The Jordanaire
- The Jubilee Four
- The Carol Lombard Trio

## Listas
| Listas (1965)        | Posición alcanzada |
| -------------------- | ------------------ |
| Autralia             | 4                  |
| American Cashbox     | 16                 |
| Bélgica Ultratop     | 10                 |
| Canadá               | 16                 |
| Record World chart   | 15                 |
| UK Singles Chart     | 19                 |
| US Billboard Hot 100 | 21                 |